# Jörg-Michael Wolters
Jörg-Michael Wolters (* 26. August 1960 in Stade) ist ein deutscher Erziehungswissenschaftler, Sozialpädagoge und Sporttherapeut.

## Werdegang
Wolters studierte 1980 bis 1989 zuerst Pädagogik und dann Sozialpädagogik an der Universität Lüneburg, hier mit Schwerpunkt „Soziale Therapie“. Als Student und gleichzeitig  Karatelehrer initiierte er in den frühen 1980er Jahren  sozialpädagogische Projekte mit schwer erziehbaren und straffällig gewordenen Kindern und Jugendlichen, in denen er die Kampfkunst im Sinne des Budō als „Soziale Sporttherapie“ (Soziales Lernen) anwandte. Über sein Behandlungskonzept, das er 1989 bis 1992 in der Jugendanstalt Hameln mit aggressiven Gewaltstraftätern als „sporttherapeutisches Anti-Aggressivitäts-Training“ im Jugendvollzug durchführte, promovierte der Erziehungswissenschaftler mit interdisziplinären Gutachtern aus dem Fachbereich Pädagogik (bei Herbert E. Colla, Universität Lüneburg), Kriminologie (bei Dieter Rössner, Universität Göttingen) und Sportwissenschaften (bei Hermann Rieder, Universität Heidelberg).
Seit dem gründete, leitete und etablierte Wolters  pädagogische und therapeutische Behandlungsprogramme im Kontext von Jugendhilfe, Jugendstrafvollzug und Kinder- und Jugendpsychiatrie, in denen Kampfkünste (Budo) systematisch zur Anwendung kamen. Er publizierte in Fachbeiträgen die Ergebnisse seiner Forschungen und Erkenntnisse aus der Praxis von Kampfkunst in Pädagogik und Therapie. An der Universität Lüneburg, Sektion Psychiatriebezogene Sozialpädagogik, nahm er von 1994 bis 1999 Lehraufträge wahr und ist als Dozent an Bildungseinrichtungen für die Ausbildung zur  professionellen Jugendarbeit und Sozialpädagogik tätig.
Wolters begründete die erziehungswissenschaftliche Disziplin der Budopädagogik sowie 1999 die anerkannte berufsqualifizierende „Weiterbildung zur Budopädagogin / zum Budopädagogen“ in Deutschland, Österreich und der Schweiz, mit eigenem internationalen Berufsverband. Wolters leitet das „Institut für Budopädagogik“ und ist als freiberuflicher Referent, Pädagoge, Therapeut und Coach tätig.

## Schriften
- AIDS, psychosoziale Folgeprobleme und sozialpädagogisch verantwortete Strategien der Prävention und Bewältigung, Band 5 von Niedersächsische Beiträge zur Sozialpädagogik und Sozialarbeit, ISSN 0722-2548, Peter Lang, Frankfurt am Main, 1989, ISBN 978-3-63141898-7.
- Kampfkunst als Therapie. Die sozialpädagogische Relevanz asiatischer Kampfsportarten, Peter Lang, Frankfurt am Main, 1992 (Dissertation)
- Budopädagogik. Kampfkunst in Pädagogik, Therapie und Coaching, Ziel-Verlag, Augsburg 2008, ISBN 978-3-9405621-11.
- Das Anti-Aggressivitätstraining zur Behandlung jugendlicher inhaftierter Gewalttäter in der Jugendanstalt Hameln. In: Kriminalpädagogische Praxis 18, Heft 30, 1990, S. 26–29.
- mit Jens Weidner: Aggression und Delinquent. Ein spezialpräventives Training für gewalttätige Wiederholungstäter. In: Monatsschrift für Kriminologie und Strafrechtsreform Nr. 74, 1991, S. 210–223.
- Kampfkunst als Therapie. Ein sporttherapeutisches Anti-Aggressivitäts-Training im Jugendstrafvollzug. In: Jens Weidner u. a. (Hrsg.): Gewalt im Griff. Neue Formen des Anti-Aggressivitäts-Trainings, Beltz Weinheim, 1997, S. 215–223.
- Erlebnis-Erfahrung-Erkenntnis: „Körper, Seele, Geist“ – Therapie für Schläger. In: Monatsschrift für Kriminologie und Strafrechtsreform Nr. 81, 1998, S. 130–139.